# Gnarls Barkley
Gnarls Barkley är en amerikansk musikduo bestående av producenten Danger Mouse samt rapparen och sångaren Cee Lo Green, bildad 2003.
Deras första singel "Crazy" från debutalbumet St. Elsewhere (2006) fick stora försäljningsframgångar, framförallt genom nedladdning från internet. På Grammygalan 2007 tilldelades de två priser, för Best Urban/Alternative Performance ("Crazy") och Best Alternative Music Album (St. Elsewhere). Uppföljaren The Odd Couple gavs ut 2008.

## Diskografi
- 2006 – St. Elsewhere
- 2008 – The Odd Couple